# Taekwondo no World Combat Games de 2013
A disputa do Taekwondo no no World Combat Games de St. Petersburg-2013 se deu na Arena Sport Complex, na cidade de Spartak, nos dias 23 e 24 de Outubro de 2013.
A embaixadora da modalidade nesta edição do World Combat Games foi a britânica Sarah Stevenson, bi-campeã mundial da modalidade.

## Quadro de Medalhas
Legenda:
| Ordem | País           | Medalha de ouro | Medalha de prata | Medalha de bronze | Total |
| ----- | -------------- | --------------- | ---------------- | ----------------- | ----- |
| 1     | China          | 1               | 0                | 0                 | 1     |
| 1     | Irão           | 1               | 0                | 0                 | 1     |
| 3     | França         | 0               | 1                | 0                 | 1     |
| 3     | Estados Unidos | 0               | 1                | 0                 | 1     |
| 5     | Rússia         | 0               | 0                | 2                 | 2     |
| Total | Total          | 2               | 2                | 2                 | 6     |

## Medalhistas
| Evento                                  | Ouro | Prata | Bronze |
| --------------------------------------- | --- | --- | --- |
| Men's Kyorugi Team (Equipes Masculino)  | Irão Farzad Abdollahi Bahnam Asbaghikhanghah Masoud Hajizavareh Mohammad Kazemifoushazdeh Alireza Nassrazadany Kourosh Rajoly | Estados Unidos · Timothy James Curry · James Albert Howe II · Steven T. Lin · Nir Moriah · Phillip Jae-Duk YUN | Rússia · Alexey Denisenko · Vladimir Kim · Anton Kotkov · Konstantin Mimin · Vasilii Nikitin · Aydemir Shakhbanov                          |
| Women's Kyorugi Team (Equipes Feminino) | China · GUO Yunfei · HOU Yuzhuo · LI Chen · WANG Lun · WU Jingyu · ZHANG Hua                                                  | França · Aline Dossou Gbete · Floriane Liborio · Maeva Mellier · Haby Niare · Estelle Vander Zwalm             | Rússia · Anastasiia Baryshnikova · Kristina Khafizova · Alexandra Lychagina · Ekaterina Mitrofanova · Anastasia Skipina · Daria Zhuravleva |